# کاخ‌موزه سعدآباد
مجموعۀ فرهنگی - تاریخی سعدآباد، بزرگ‌ترین باغ و مجموعۀ تاریخی شهر تهران، مجموعه‌ای ۱۱۰ هکتاری در شمال شهر تهران است که ابتدا محل کاخ احمدشاه (شروع ساخت ۱۲۹۷) بود و پس از به سلطنت رسیدن رضا شاه توسط او خریداری شده و سایر مجموعه کاخ‌ها توسط رضا شاه و محمدرضا شاه در دوره ایران پهلوی، افزوده و گسترش یافت. این مجموعهٔ تاریخی دارای چند هکتار جنگل طبیعی به همراه چندین کاخ، عمارت، موزه، ساختمان‌های متعدد، قنات، باغ، گلخانه و خیابان است. این مجموعه در ناحیه شمیران، در مجاورت دربند و در دامنۀ رشته‌کوه البرز ساخته شده‌است.
این مجموعه از شمال با کوه‌های البرز، از شرق با گلاب‌دره، از غرب با زعفرانیه و از جنوب با تجریش همسایگی دارد. رودخانۀ جعفرآباد از وسط محوطۀ کاخ می‌گذرد. میانگین دمای سالانۀ این منطقه، ۱۲٫۹ درجه سانتیگراد برآورد شده‌است و در ارتفاع ۱۶۵۰ تا ۱۸۰۰ متری از سطح دریا قرار دارد. در دوران رضاشاه، سراسر باغ سعدآباد از رودخانۀ دربند مشروب می‌شد ولی در دوران محمدرضا پهلوی برای دادن آب رودخانه در نیمی از شبانه‌روز به مردم و کافی نبودن این میزان آب رودخانه برای آبیاری سراسر مجموعه از دوازده رشته قنات قدیمی و نوبنیاد استفاده شد.
پس از انقلاب ۱۳۵۷، این مجموعه در سال ۱۳۷۵ به شکل موزه درآمد و کاخ کنونی ریاست جمهوری در کنار این مجموعه قرار دارد. در حال حاضر چندین کاخ و ساختمان این مجموعه در اختیار نهاد ریاست‌جمهوری ایران است.

## تاریخچه
مجموعۀ سعدآباد چهار دورۀ تاریخی قاجاریه، پهلوی اول و پهلوی دوم و پس از انقلاب ایران را سپری کرده‌است. سعدآباد در دورۀ قاجار ساخته شد و سکونت‌گاه تابستانی (ییلاق) شاهان این سلسله بود. پس از کودتای ۱۲۹۹ و تصرف آن توسط خاندان پهلوی ساختمان‌های متعددی در آن ساخته شدند که بالغ بر ۱۸ کاخ در ابعاد مختلف می‌شوند. هر یک از ساختمان‌ها محل سکونت یکی از افراد خاندان پهلوی بوده‌است. محمدرضا پهلوی نیز در دهه ۱۳۵۰ در این مکان سکنی گزید که در اوایل سلطنت او ساخت آن به پایان رسید.جدیدترین کاخ این مجموعه نیز کاخ لیلا پهلوی است که متعلق به کوچک‌ترین دختر محمدرضا پهلوی بود و امروزه، موزه آبکار نام گرفته‌است.

## کاخ‌ها

### کاخ بهمن
این کاخ از بناهای ساخته شده در دوران محمدرضا شاه است که منزل مسکونی بهمن، پسر بچه غلامرضا پهلوی بود. این ساختمان در کنار در شمالی دربند قرار دارد. این ساختمان از سال ۱۳۸۲ به بعد به دفتر یونسکو در ایران اختصاص یافت و در دوره‌ای، مرکز آموزشی مجموعه سعدآباد بود. همچنین تا سال ۱۴۰۲ این ساختمان به دفتر مدیریت مجموعه تغییر کاربری داده شده‌بود که در این سال دفتر مدیریت به موزۀ اسناد و آلبوم های سلطنتی کاخ منتقل شد و موزۀ آلبوم های سلطنتی تعطیل شد.

### کاخ احمدشاه
این کاخ قدیمی‌ترین کاخ موجود در مجموعۀ سعدآباد است که در اواخر سلطنت احمدشاه و از (سال ۱۲۹۷) ساخت آن آغاز و در هنگام وزارت جنگ رضاشاه به پایان رسید. پس از انقلاب از این محل به عنوان پایگاه مرکزی بسیج زنان استان تهران استفاده شده‌است. (با کوشک احمدشاهی در کاخ نیاوران اشتباه نشود)

### کاخ اختصاصی
از این کاخ در سال‌های اولیه بعد از انقلاب ایران به عنوان موزۀ طبیعی استفاده شده‌است ولی در حال حاضر در اختیار نهاد ریاست‌جمهوری ایران و غیرقابل بازدید برای عموم است.

### ساختمان جمهور (کاخ ملکۀ مادر)
این کاخ در دوران پهلوی محل آخرین سال‌های زندگی رضاشاه قبل از تبعید به جزیره موریس و محل زندگی مادر شاه (تاج الملوک) تا دوران انقلاب اسلامی ایران بوده‌است. این کاخ در حال حاضر در اختیار نهاد ریاست جمهوری ایران و مخصوص اقامت مهمانان ویژه دولت ایران است و به این جهت به ساختمان جمهور مشهور شده‌است. این کاخ نیز در حال حاضر غیرقابل بازدید برای عموم است.

### کاخ سبز (کاخ شهوند، کاخ رضاشاه)

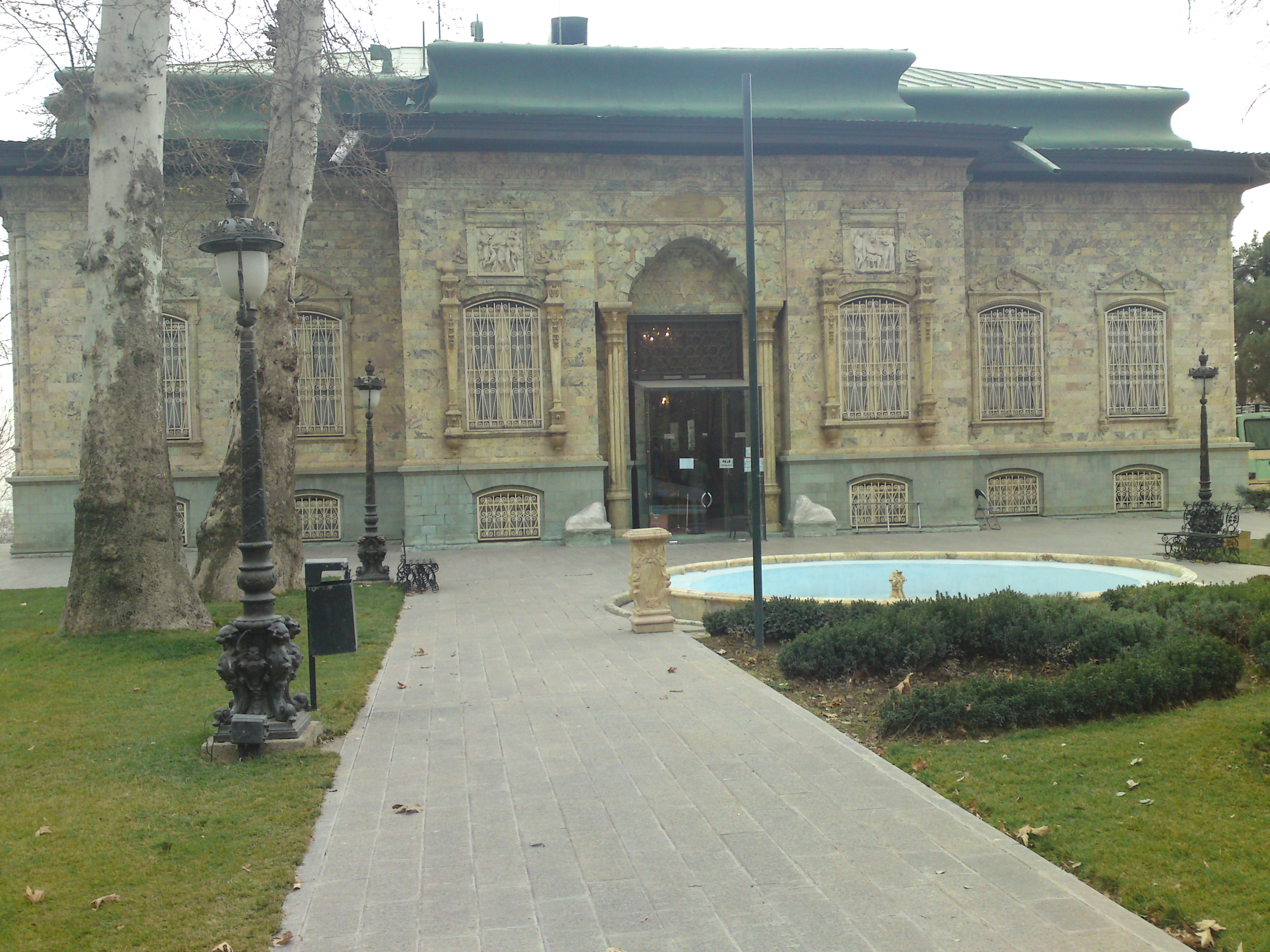
نمایی از ورودی کاخ سبز

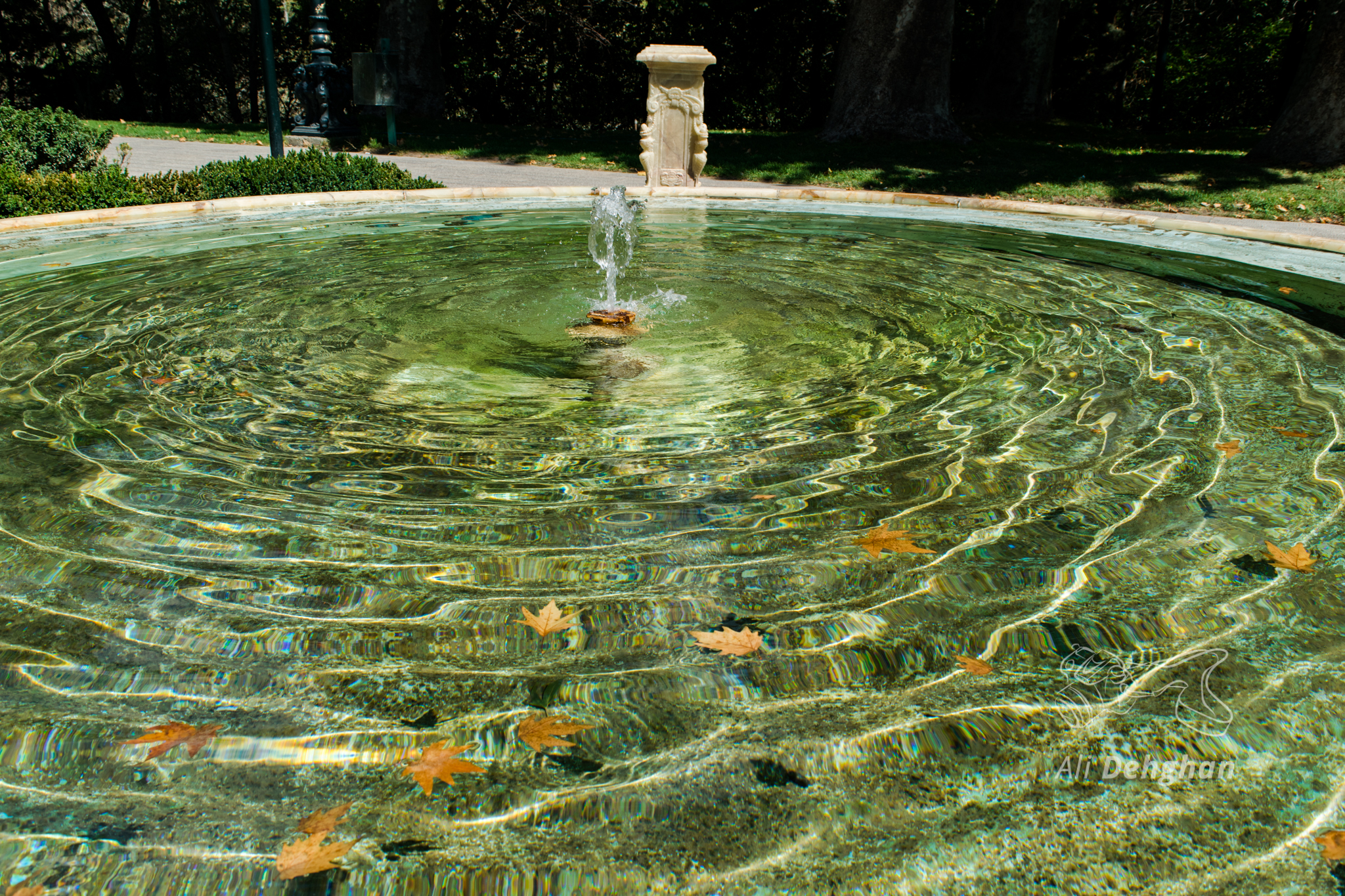
حوض کاخ سبز از مجموعه کاخ‌های سعدآباد

کاخ شهوند یا کاخ سبز، در نقطه‌ای مرتفع، در شمال غربی مجموعه سعدآباد قرار دارد. این کاخ در ابتدا به صورت ساختمانی نیمه‌تمام بود که به علی‌خان والی تعلق داشت و تپه‌ای که ساختمان روی آن واقع شده‌بود، به تپهٔ علیخان معروف بود. رضاشاه، پس از این‌که ساختمان واقع بر این تپه را از علی‌خان خریداری کرد، کاخ کنونی را بنا نهاد و کار ساخت و تکمیل آن از زمان وزارت جنگی او، تا اوایل سلطنتش (سال‌های ۱۳۰۱ تا ۱۳۰۷ خورشیدی) به طول انجامید. این کاخ با تلاش هنرمندان و معماران ایرانی، پس از هفت سال کار، در دو طبقه (زیرزمین و همکف) بنا گردید. رضاشاه از طبقۀ همکف به عنوان محل زندگی و دفتر کار خود و از زیرزمین به عنوان انباری استفاده می‌کرد. همچنین یک تالار غذاخوری مجلل با میز و صندلی‌های منقش و کنده‌کاری شده و همچنین ظروف نفیس چینی و سرامیک و نقرۀ ایتالیایی مخصوص پذیرایی تشریفاتی میهمانان مورد استفاده قرار می‌گرفت. این کاخ به دلیل استفاده از سنگ‌های سبز کمیاب معدن خمسه زنجان و سنگ مرمر خراسان، در نمای خارجی آن، به قصر سنگی یا کاخ مرمر نیز معروف است.

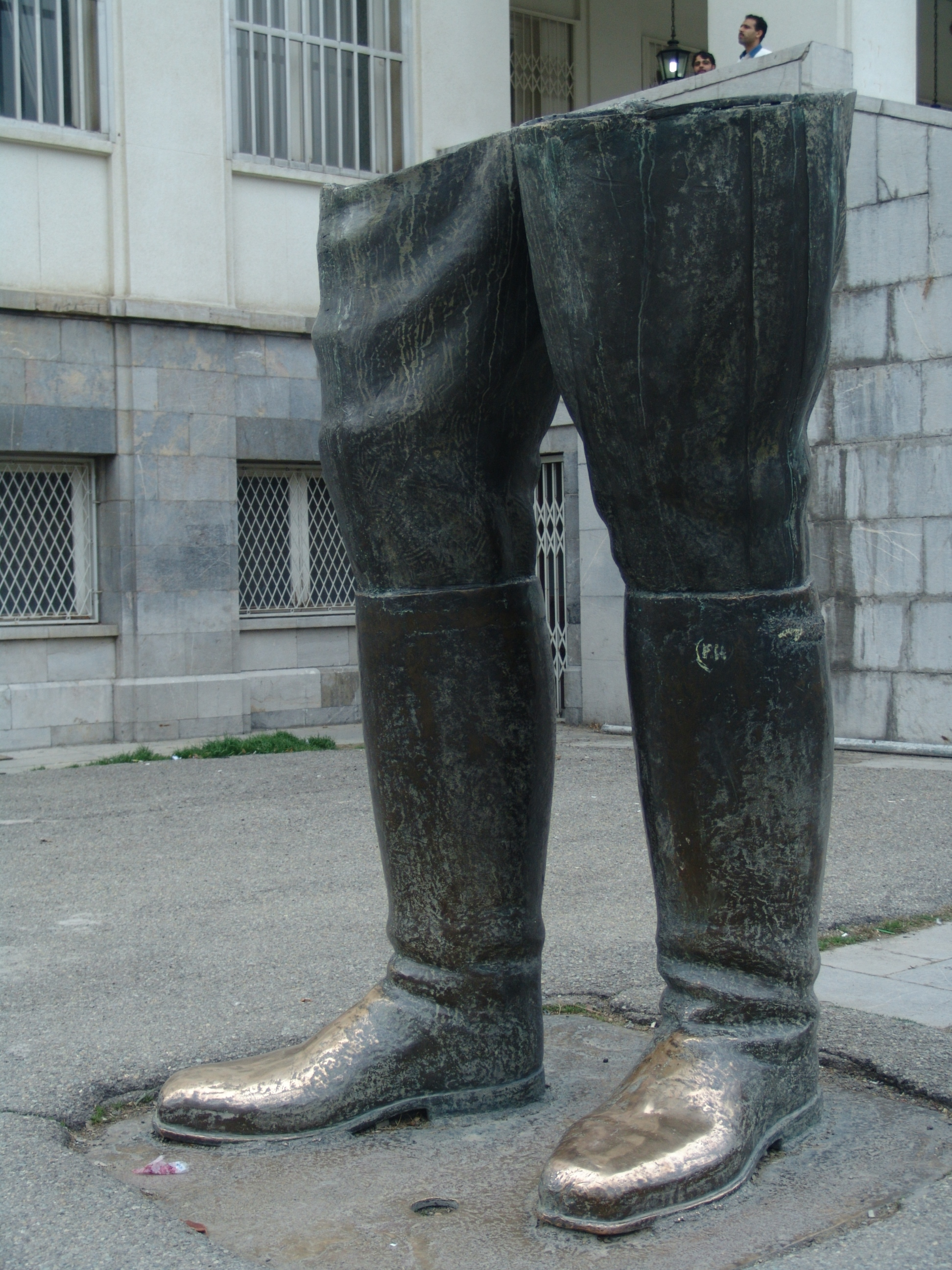
نگاره‌ای از تندیس برنزی رضاشاه با چکمه‌های سربازی. این تندیس که در ابتدا تندیسی تمام قد از رضاشاه و در لباس سربازی بود، در جریان انقلاب ۱۳۵۷ ایران در اهواز تخریب و توسط انقلابیون تکه‌تکه شد. از آن‌جا که این تندیس، تنها بازمانده از تمام مجسمه‌های شاهان پهلوی بود، باقی‌مانده‌اش حفظ و به مجموعه کاخ‌موزه سعدآباد منتقل شد.

### کاخ سفید (موزۀ ملت، کاخ محمدرضا پهلوی)

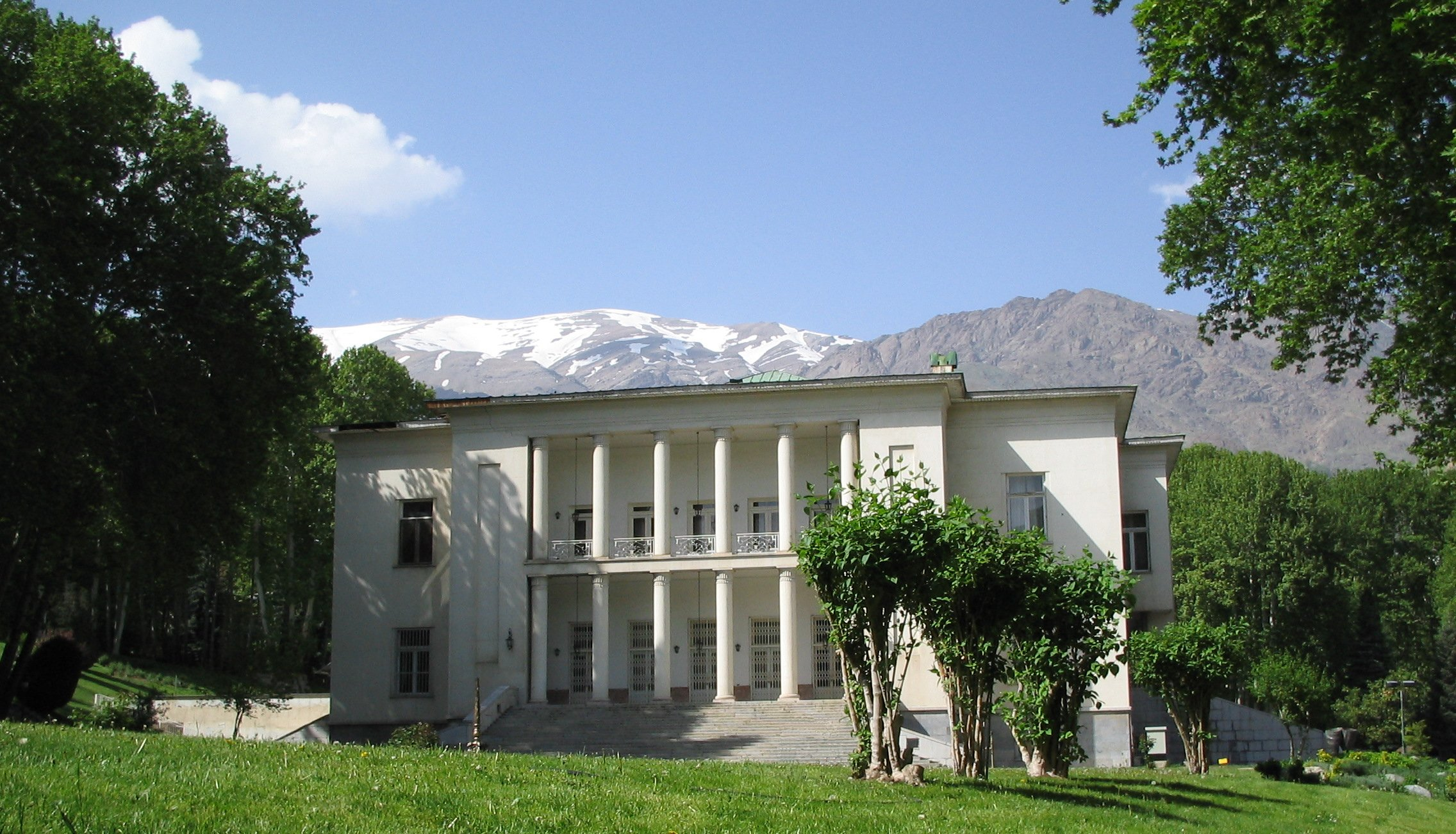
کاخ ملت سعدآباد

این کاخ، بزرگ‌ترین کاخ موجود در مجموعۀ کاخ سعدآباد است، که به‌علت رنگ سفید نمای آن، به کاخ سفید شهرت یافته‌است. این بنا، علاوه بر آن‌که اختصاص به امور اداری و تشریفاتی دوران پهلوی داشت، اقامت‌گاه تابستانی محمدرضا شاه و همسرش فرح پهلوی، به حساب می‌آمد. این کاخ، شامل ۵۴ واحد مختلف، از جمله ۱۰ تالار تشریفاتی است که وسیع‌ترین آن، تالار کاخ است، که سفره‌خانه‌ای به مساحت ۲۲۰ متر مربع دارد. بنای کاخ، به دستور رضاشاه، در سال ۱۳۱۰ خورشیدی آغاز گردید و در سال ۱۳۱۵ به پایان رسید.

### موزۀ آب (دفتر رئیس تشریفات کاخ، دفتر مسئول حفاظت ارتش)
این موزه، در بخش مرکزی مجموعه سعدآباد، قرار دارد. ساختمان موزه، متعلق به دوران قاجاریه و پهلوی دوم، و شامل دو بخش اصلی و فرعی است. بخش فرعی این ساختمان، دفتر مخصوص محمدرضا پهلوی بود که در زمان پهلوی دوم ساخته شد، که برای پذیرایی از مقامات درباری و مراجعان شاه استفاده می‌شد، پس از تخلیه، این دو ساختمان به تیمسار کسرایی (مسئول حفاظت ارتش) واگذار شد. در این موزه، اسناد و مدارک مربوط به آب (مانند دفترچۀ میرآب، وقف نامه‌ها)، ابزار و ادوات مربوط به آب (مانند فنجان آبی، ساعت آبی، لوازم حفر چاه و قنات) و تندیس‌های گوناگونی از دانشمندان آب‌شناس و تندیس میرآب نگهداری می‌شوند. ادارۀ موزۀ آب سعدآباد به گنجینۀ ملی آب ایران (وابسته به وزارت نیرو) واگذار شده‌است. گنجینۀ آب موسسه‌ای است فرهنگی که در جهت جمع‌آوری، نگهداشت، نمایش و حفظ و احیای میراث گذشتگان در بخش‌های مرتبط با آب از جمله استحصال، انتقال، توزیع و بهره‌برداری و فنون به کار رفته در آن فعالیت می‌کند. عملیات اجرایی بازسازی و مرمت کامل دو ساختمان و محوطه‌سازی آن پس از تهیۀ طرح‌های اجرایی توسط مؤسسۀ گنجینۀ ملی آب ایران وابسته به وزارت نیرو در سال ۱۳۷۶ آغاز و در تاریخ ۴/۶/۱۳۷۸ با حضور معاون ریاست جمهوری وقت و مدیران ارشد وزارت نیرو و سایر ارگان‌های ذی‌ربط افتتاح گردید.

### موزۀ استاد بهزاد (کاخ کرباس، کاخ ولیعهدی)

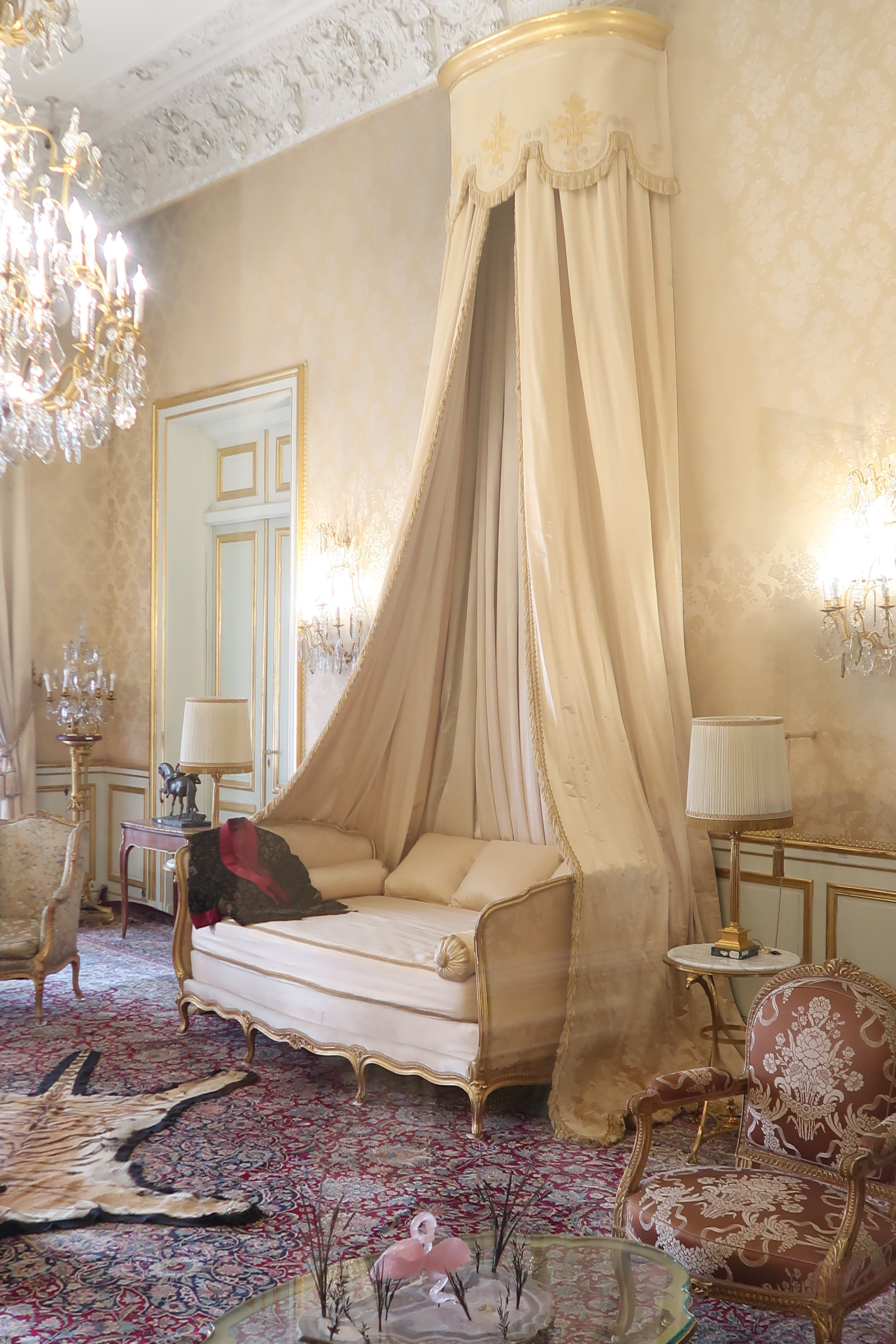
اتاق استراحت شاه، کاخ سعدآباد

موزۀ مینیاتور استاد حسین بهزاد، در بخش مرکزی مجموعۀ سعدآباد قرار دارد. ساختمان این موزه، متعلق به اواخر دوران قاجار و اوایل دوران پهلوی است. در دوران پهلوی این موزه، به کاخ کرباس معروف بوده که به عنوان استراحت‌گاه و محل کار رضاشاه استفاده می‌شده، و در دوران محمدرضاشاه، به عنوان کاخ ولیعهدی، مورد استفادۀ رضا پهلوی، در دوران کودکی و نوجوانی او بوده است. این موزه، پس از بازسازی و مرمت، در سال ۱۳۷۳ خورشیدی و به مناسبت صدمین سالگرد تولد استاد بهزاد، افتتاح گردید. این موزه، دارای پنج سالن است و از زیرزمین این موزه، به عنوان نمایشگاه و محل آموزش، استفاده می‌گردد.

### موزۀ برادران امیدوار (کالسکه‌خانۀ قجری)
موزۀ برادران امیدوار، در شمال غربی مجموعۀ سعدآباد، واقع شده و ساختمان آن، متعلق به دوران قاجار است. این موزه، شامل ۴ اتاق با نمای آجری قرمز رنگ و گچ بری‌های زیبا است، که کالسکه‌خانه و استراحت‌گاه سورچی‌ها بوده است. این ساختمان، در سال ۱۳۸۱ بازسازی و در مهر ماه ۱۳۸۲، در هفته جهانگردی، به نام اولین جهانگردان ایرانی معاصر، افتتاح گردید. برادران امیدوار، پس از سه سال مطالعه، در سال ۱۳۳۳، با مبلغی در حدود ۹۰ دلار، از زادگاه خود، سفرشان را آغاز کردند.

### کتابخانه (کاخ احمدرضا پهلوی)
مجموعه‌ای در شمالی‌ترین قسمت مجموعۀ سعدآباد و در کنار در مشرف به میدان دربند، ساختمانی است که در سابق، کاخ احمدرضا پهلوی بوده است. این ساختمان، در سال‌های اولیه پس از انقلاب ایران، در اختیار نهاد ریاست جمهوری بوده است، ولی پس از مرمت، این ساختمان در سال ۱۳۸۱، به عنوان کتابخانه افتتاح گردید. این کتابخانه، از حیث منابع و مجموعه‌های موجود، بسیار غنی بوده و شامل ۱۰۰۰۰ جلد کتاب است که نیمی از این مجموعه، از اداره کل موزه‌ها آورده شده و نیمی دیگر، متعلق به دوران پهلوی، یا ارسال شده از نقاط دیگر است و عناوین موضوعات موجود، به صورت طبقه‌بندی شده، شامل: ادبیات، تاریخ، جغرافیا، باستان‌شناسی، هنر، موزه داری، مرمت آثار و بناهای تاریخی و معماری است.

### موزۀ چهره‌های ماندگار (کاخ ملکه توران امیرسلیمانی، همسر رضاشاه پهلوی)
عمارت چهره‌های ماندگار، از جمله بناهای دوره قاجاری در مجموعۀ سعدآباد است، که رضاشاه بعد از استقرار در تپه علیخان و پس از ساختن کاخ سبز، آن را آراسته به مجموعۀ سلطنتی نمود. این عمارت و ساختمان جنوبی آن که اکنون موزۀ استاد فرشچیان را در خود جای داده، مجموعۀ دو عمارت اندرونی و بیرونی یک باغ بوده‌اند. عمارت بیرونی (موزۀ استاد فرشچیان) مشتمل بر یک ساختمان ییلاقی است و از سه سو به ایوان‌های سر پوشیده منتهی می‌شود و در قسمت جنوبی قرار دارد، و عمارت اندرونی (موزه چهره‌های ماندگار) در قسمت شمالی قرار گرفته و از دو سوی شمال و غرب به ایوان‌های ستون‌دار منتهی می‌گردد. از جهت ظرافت‌های معماری، عمارت بیرونی دارای نفاست بیشتری است و عمارت اندرونی ساده‌تر به نظر می‌آید. این دو عمارت پس از تملک توسط رضاشاه، به عنوان کاخ اختصاصی ملکه توران امیرسلیمانی (همسر سوم رضاشاه و مادر غلامرضا پهلوی) اختصاص یافت. عمارت بیرونی، محل سکونت ملکه بوده و در عمارت اندرونی، خدمه ایشان مستقر بودند. سپس، تا قبل از پیروزی انقلاب ایران، کاخ‌ها به نظامیان نزدیک محمد رضا شاه پهلوی که در سعدآباد ساکن بودند اختصاص یافت. در محوطه این موزه، تصویر و زندگی‌نامه کوتاهی از چهره‌های ماندگار ایران در رشته‌های مختلف، به همراه چند تندیس از دانشمندان ایرانی قرار دارد. این موزه در اکثر روزهای سال تعطیل است.

### موزۀ خط و کتابت میرعماد (کاخ فرحناز و علی‌رضا)

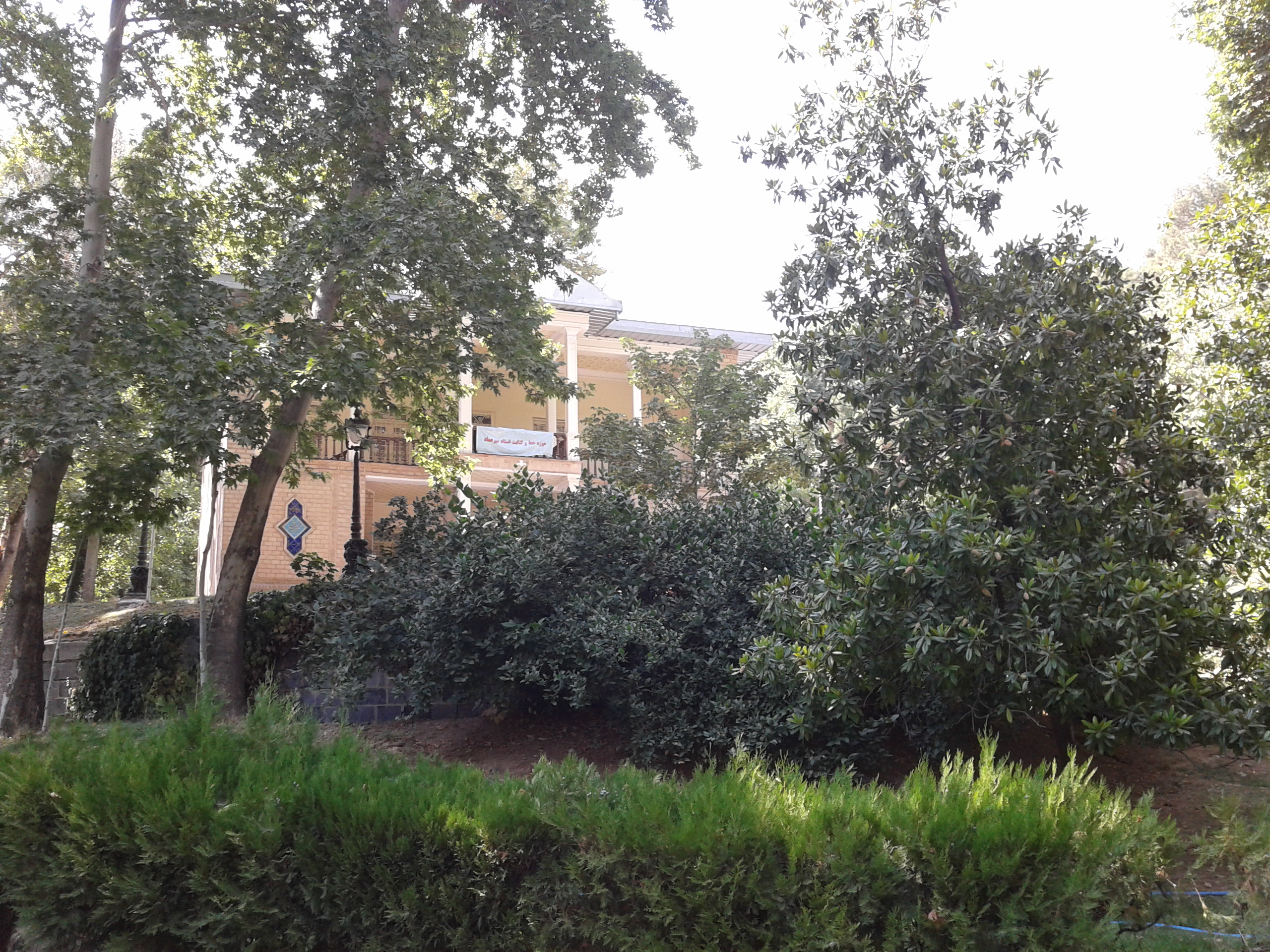
نمایی از موزه خط و کتابت میرعماد (کاخ علیرضا و فرح پهلوی)

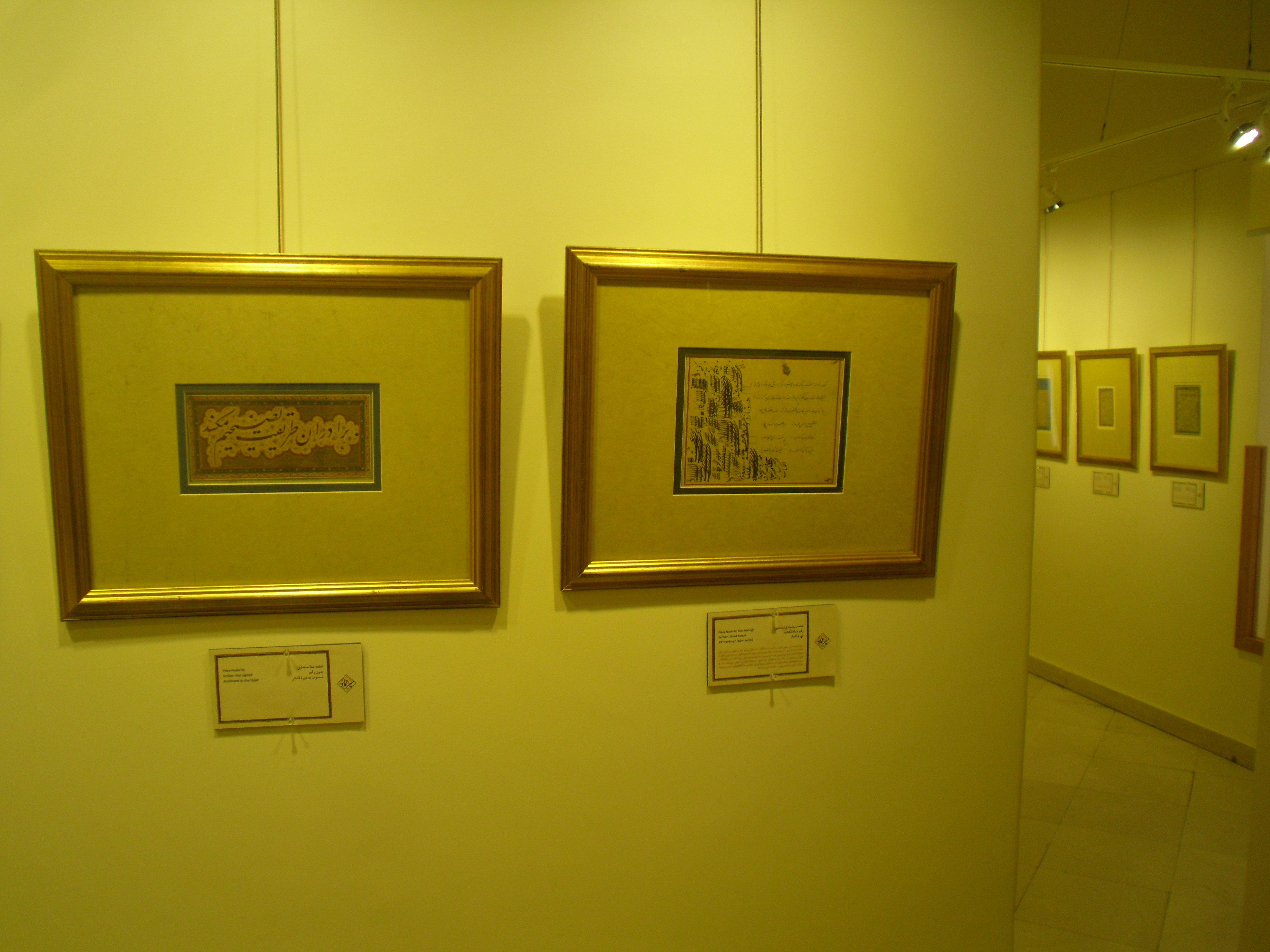
اثری هنری در مجموعه سعدآباد تهران (کاخ فرحناز و علیرضا)

این موزه، در بخش مرکزی مجموعۀ سعدآباد، قرار دارد. بنای این موزه، به دلیل شباهت به ساختمان‌های اواخر دورۀ قاجار و اوایل دوران پهلوی، به معماری دورۀ انتقال تعلق دارد. ساختمان موزه، دو طبقه دارد، که محل سکونت دو تن از فرزندان شاه (فرحناز و علیرضا) بود. پس از انقلاب ایران، ساختمان مذکور، به نمایش آثار خطی، اختصاص یافت، که سرانجام در سال ۱۳۷۶ خورشیدی، به نام مشهورترین استاد خوشنویسی قرن ۱۱ هجری قمری، یعنی میرعماد حسنی قزوینی، تغییر نام یافت.

### موزۀ ظروف سلطنتی (کاخ اشرف پهلوی)
موزۀ ظروف، در شرق مجموعۀ فرهنگی – تاریخی سعدآباد قرار دارد. این بنا به مساحت ۲۶۰۰ مترمربع به دستور رضاشاه، توسط مهندس فرمانفرمائیان، با زیر بنای ۱۸۰۰ مترمربع طراحی و در دو طبقه بین سال‌های ۱۸ – ۱۳۱۵ ساخته شد. نمای خارجی ساختمان از سنگ تیشه‌ای بوده که در سال ۱۳۵۰ به دستور اشرف پهلوی بازسازی و توسعه یافت و پس از آن نما، با سنگ مرمر سفید پوشیده شد. این بنا پس از انقلاب اسلامی، در سال ۱۳۷۲ به عنوان موزۀ ظروف معرفی گردید و در اواخر سال ۱۳۷۴ به نهاد ریاست جمهوری تحویل داده شد. در سال ۱۳۸۴ مجدداً در اختیار سازمان میراث فرهنگی و گردشگری قرار گرفت. پس از انتقال اشیای موزۀ صنایع دستی، در ۳۰ دی ۱۳۸۵ به ساختمان فوق، این محل به موزۀ صنایع دستی اختصاص یافت.
از بهمن ماه ۱۳۸۸ مجدداً چیدمانی از ظروف سلطنتی در بخشی از طبقه دوم این بنا صورت پذیرفت و از خرداد ماه ۱۳۸۹ با انتقال موزۀ صنایع دستی از این بنا به ساختمان دیگری در داخل مجموعه این موزه با نام موزۀ ظروف سلطنتی حیات دوباره خود را آغاز نموده‌است.
در حال حاضر تعداد ۵۰۳ قطعه ظروف و اشیای تزیینی در ۵ سالن و دو طبقه به نمایش درآمده اند. ظروف مذکور به ۴ دسته ظروف قاجار، پهلوی اول، پهلوی دوم و ظروف اهدایی در شرایط و مناسبت‌های مختلف به محمد رضا، فرح و رضا پهلوی می‌باشند.

### موزۀ مردم‌شناسی (کاخ شمس پهلوی)
این موزه، دربرگیرندۀ مجموعۀ کاملی است، از سیر فرهنگ و راه و روش زندگی انسان و آینه تمام نمایی است، از تحولات مختلف در تمامی جنبه‌های زندگی انسان، که در طی ادوار گوناگون حادث گردیده است. ساختمان موزۀ مردم‌شناسی، کاخ سابق شمس پهلوی بوده، که در ضلع شمال غربی مجموعۀ سعدآباد واقع گردیده‌است. پایۀ بنا در سال ۱۳۱۴ خورشیدی نهاده شد و ساخت آن تا سال ۱۳۱۸ خورشیدی به طول انجامید. ساختمان با مساحت تقریبی ۲۶۰۰ متر مربع، شامل دو طبقه و یک زیر زمین است. معماری بنا از سبک معماران اروپایی، به ویژه آلمانی، الگو برداری گردیده و از معماری ایرانی در دورۀ ساسانی، نیز در قسمت‌های تزئینات فوقانی نمای بیرونی بنا، بهره گرفته‌است.
نکتۀ جالب توجه در این کاخ این است که هنوز هم هیچ اثری از عکس‌ها یا لباس‌های ملکه ثریا و فوزیه به چشم نمی‌خورد و فقط عکس‌های زمان پیر شدن خانم فرح دیبا بعد از انقلاب، در این مجموعه به چشم می‌خورد. در این کاخ لباس‌های سلطنتی به نمایش گذاشته شده‌است که فقط مختص فرح پهلوی است.

### موزۀ مینیاتور استاد آبکار (کاخ لیلا پهلوی)
موزۀ کلارا آبکار، در بخش مرکزی مجموعۀ سعدآباد، قرار دارد. این ساختمان، اقامت‌گاه تابستانی لیلا پهلوی، کوچک‌ترین دختر محمدرضا پهلوی بود، که جدیدترین ساختمان مجموعه، نیز به حساب می‌آید. ساختمان مذکور، در سال ۱۳۷۳ خورشیدی، با تلاش سازمان میراث فرهنگی، به مناسبت روز جهانی موزه، به عنوان موزۀ مینیاتور آبکار، افتتاح گردید. بخشی از موزه، به تابلوهایی از او، که شامل آثار مردم‌شناسی، زیورآلات و پارچه‌های ترمه می‌شود، اختصاص دارد. بخشی دیگر، مربوط به آثار لاکی است، که بیان‌گر تنوع و علاقه‌مندی او به رشته‌های مختلف نگارگری ایرانی است.

### موزۀفرشچیان(کاخ ملکه عصمت دولتشاهی، همسر رضاشاه پهلوی)

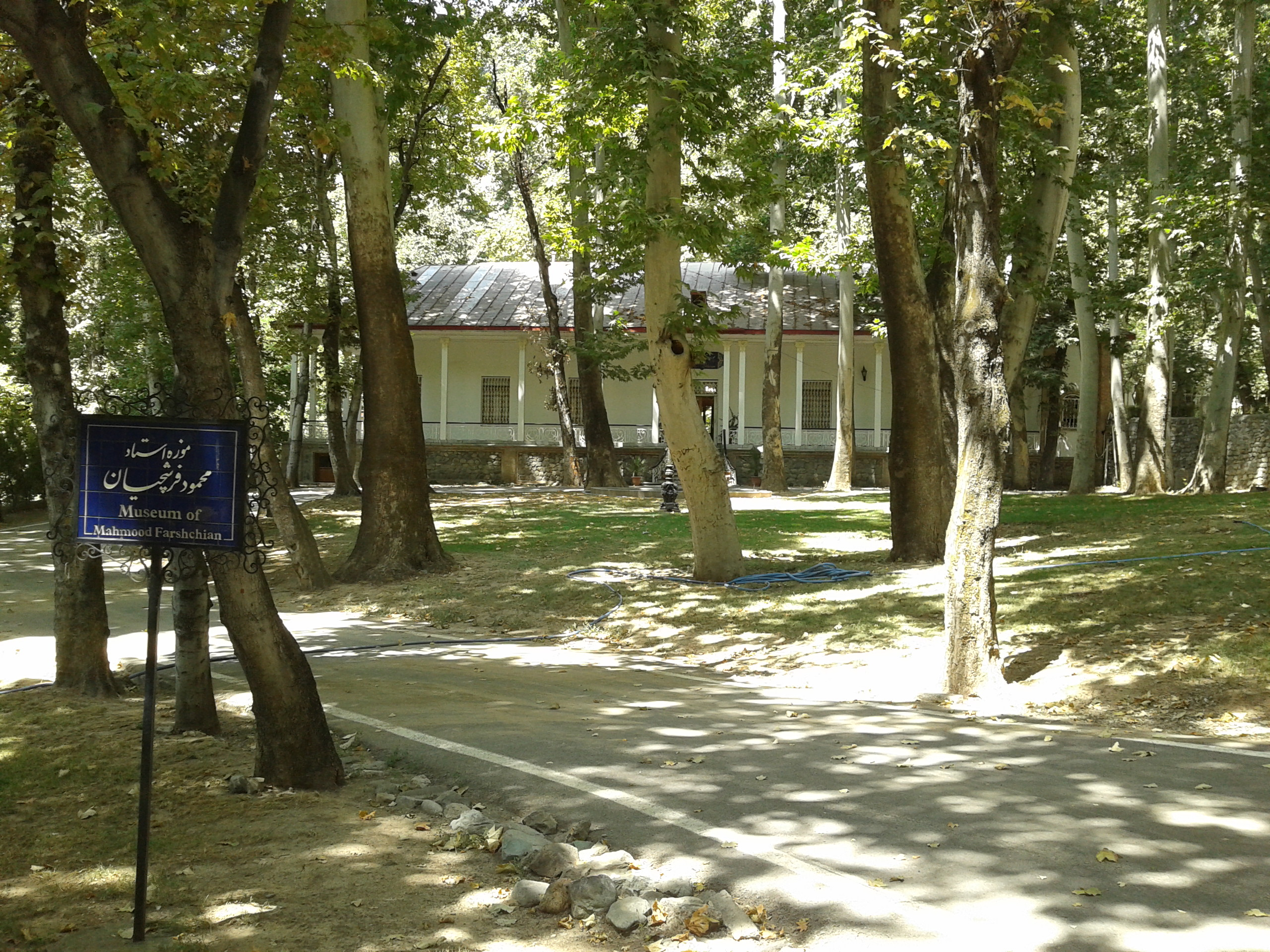
نمایی از موزه محمود فرشچیان

این موزه که در بخش مرکزی مجموعه سعدآباد قرار دارد، متعلق به دوره قاجار است. ساختمان موزه در گذشته محل سکونت رضاشاه و همسر چهارمش ملکه عصمت بوده، که در دوران محمدرضا پهلوی، برادر شاه و سپس سرآشپز مخصوص او، در آنجا سکونت داشتند و بعدها نیز، به انبار تبدیل شد. این بنا، پس از بازسازی و مرمت در تاریخ ۲۶ مهر سال ۱۳۸۰ خورشیدی با عنوان موزۀ مینیاتور استاد فرشچیان، افتتاح گردید. این موزه شامل ۵ سالن، و بیش از ۷۰ اثر از این هنرمند است.

### موزۀ نظامی (کاخ شهرام)
این موزه، در بخش مرکزی مجموعۀ سعدآباد قرار دارد. این ساختمان با زیر بنایی حدود سه هزار متر مربع، در دو طبقه و یک زیر زمین، به دستور رضاشاه، در سال ۱۳۱۴ خورشیدی، برای همسر دومش تاج‌الملوک توسط محمد مفیدی معمار تجریشی ساخته شد. بنای فوق طی سال‌های ۱۳۵۱ تا ۱۳۵۲ خورشیدی، توسط واحد مهندسی مجموعه سعدآباد، بازسازی و به شهرام، پسر بزرگ اشرف پهلوی اهدا شد، و به کاخ شهرام معروف گشت. پس از پیروزی انقلاب ایران، ساختمان مذکور، به موزۀ نظامی تبدیل شد. مجموعۀ فوق در سال ۱۳۰۲ خورشیدی، به موزه دانشکده افسری منتقل شده بود، که پس از انقلاب، بخشی از آن مجموعه، به موزۀ فعلی انتقال یافت. ساختمان موزه، در سال ۱۳۶۰ خورشیدی، توسط ارتش جمهوری اسلامی ایران بازسازی و در تاریخ ۳۱ شهریور سال ۱۳۶۲ خورشیدی، با نام موزۀ نظامی افتتاح گردید.

### موزۀ پوشاک سلطنتی (موزۀ نگارستان، کاخ فرح پهلوی)
این موزه، در شمالی‌ترین نقطۀ مجموعۀ سعدآباد قرار گرفته و دارای معماری منحصربه‌فرد و زیبایی است. این موزه با هدف برگزاری نمایشگاه‌های دوره‌ای مجموعه، در تاریخ ۱۲ اسفند سال ۱۳۸۵ خورشیدی، با (به عنوان) نمایشگاه پوشاک سنتی و طراحی لباس افتتاح گردید، و از آن تاریخ تاکنون، میزبان نمایشگاه‌های متعددی بوده‌است. از مهم‌ترین نمایشگاه‌های برگزار شده در این موزه، می‌توان به نمایشگاه نقاشی رنگ روغن روی بوم رضا صمدی، نمایشگاه نقاشی رنگ روغن روی بوم و اکرلیک مینا قویدل و نادر یاسمی (فرزند علی اکبر یاسمی و از شاگردان برجستۀ کمال الملک)، آثار نگار گری استاد مصطفی بسیمی، آثار نقاشی رنگ روغن روی بوم طاهره چیذری و آثار نقاشی هنرمند معاصر خلیل طوایی حمیدی، اشاره کرد.

### موزۀ هنرهای زیبا (کاخ سیاه، دفتر وزیر دربار شاهنشاهی)
یکی از بناهای باشکوه مجموعۀ سعدآباد، ساختمانی است که از سال ۱۳۴۶ تا ۱۳۵۷، محل استقرار وزارت دربار بوده و از سال ۱۳۶۱ به عنوان موزۀ هنرهای زیبا، مورد بهره‌برداری قرار گرفته است. این موزه، که هر روزه، نظر بسیاری از هنردوستان را به خود جلب می‌کند، در جنوبی‌ترین نقطۀ مجموعۀ سعدآباد واقع شده، و دارای سه طبقه با ۳۶۰۰ متر مربع، زیر بناست. ساختمان این عمارت، مربوط به دوران رضاشاه است، و از آنجا که در بنای آن، از سنگ‌های مرمر سیاه رنگ، استخراج شده از معدن ولی آباد چالوس، به کار رفته‌است، به کاخ اسود (یا کاخ سیاه) معروف بوده‌است.

### موزۀ هنر ملل (گلخانۀ کاخ سفید، موزۀ هنر اختصاصی فرح پهلوی)
قسمت زیر زمین کاخ سفید، که در اصل، بخش گلخانۀ کاخ بود، بین سال‌های ۱۳۴۵ تا ۱۳۴۹ خورشیدی، به دستور فرح پهلوی، و با همت مهندسین فرانسوی، به موزۀ هنر اختصاصی تبدیل شد. این موزه، پس از پیروزی انقلاب ایران، به موزۀ هنر ملل تغییر نام داد و در سال ۱۳۷۰ افتتاح گردید. مجموعۀ فوق، شامل آثار ارزشمندی است، که از چهار گوشۀ جهان، خریداری یا اهدا شده، آثار تاریخی تمدن‌های پیش از اسلام و دورۀ اسلامی، و همچنین هنر آفریقای سیاه، هند، خاور دور، تمدن مایاها و آثار هنری دوران معاصر ایران و جهان را، با طبقه‌بندی زیر در بر می‌گیرد: بخش هنر باستانی ایران، تمدن مایاها و اینکاها، هنر آفریقا و هنر معاصر ایران و جهان.

### موزۀ آشپزخانۀ سلطنتی
به مساحت ۸۰۰ متر مربع در قسمت مرکزی مجموعۀ جنب رودخانه دربند است و در دوران پهلوی دوم ساخته شده‌است. در سال ۱۳۵۴ از طرف یک شرکت آلمانی، تمام امکانات آشپزخانه را تغییر دادند.

## موزۀ اسناد و آلبوم سلطنتی
به گزارش ایسنا، موزۀ اسناد و مدارک پهلوی در سعدآباد، از سال ۱۳۹۱ در ساختمان محل استقرار گارد جاویدان، در ورودی این مجموعه از سمت زعفرانیه، برپا شده بود. این موزه محل نگهداری و نمایش اسناد و آلبوم‌های سلطنتی بود، که بنا بر نظرات ثبت‌شدۀ بازدیدکنندگان، بیشترین اطلاعات دربارۀ خاندان پهلوی و اتفاقات و رویدادهای مربوط به آن دورۀ تاریخی را در اختیار قرار می‌داد. این ساختمان از سال ۱۴۰۲ تخلیه شده و اسناد آن به بخش دیگری از مجموعۀ سعدآباد انتقال یافته، درحالی‌که دفتر مدیریت مجموعۀ سعدآباد به این ساختمان منتقل شده‌است. منبع=ایسنا

## دیگر امکانات مجموعۀ سعدآباد
مجموعۀ سعدآباد، علاوه بر بناهای تاریخی، دارای چند ساختمان اداری، چند توالت عمومی، چند سینما و آمفی‌تئاتر روباز، یک مرغداری، یک گاوداری و یک نمازخانه است.

### ایستگاه رادیو
این واحد از تاریخ ۲۸ اردیبهشت سال ۱۳۸۰ خورشیدی، فعالیت خود را با هدف اطلاع‌رسانی هرچه بیشتر به بازدیدکنندگان آغاز نموده و هم‌اکنون به صورت زنده برنامه‌های روزانۀ خود را اجرا می‌نماید.

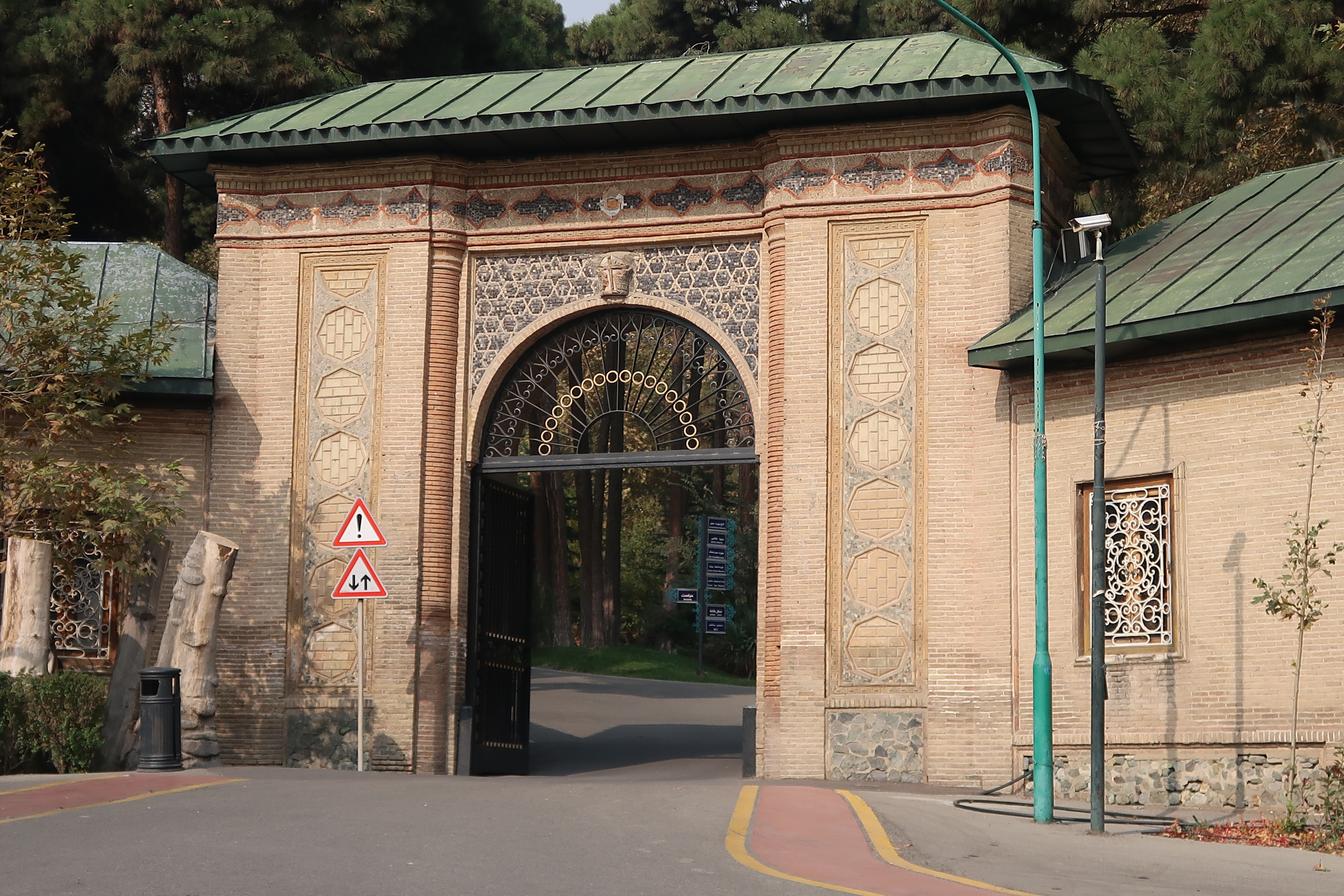
ورودی مجموعه

### دروازه‌ها
- دروازۀ جعفرآباد: به تعداد دو در.
- دروازۀ خیابان دربند: که محمدرضاشاه از این در، برای عبور و مرور استفاده می‌کرده‌است.
- دروازۀ رودخانه.
- دروازۀ زعفرانیه.
- درواۀ کاخ سفید.
- دروازۀ میدان دربند.
- دروازۀ نظامیه: که رضاشاه از این در، برای عبورومرور استفاده می‌کرده‌است.

### رستوران‌ها
مجموعۀ سعدآباد، شامل سه رستوران و کافی شاپ است:
- رستوران شمارۀ ۱: رستوران سنتی سعدآباد که در قسمت شمالی و در کنار در شمالی (در بند) واقع شده‌است. این رستوران در حال حاضر، تعطیل است.
- رستوران شمارۀ ۲: واقع در ضلع شمالی موزۀ استاد فرشچیان.
- کافی شاپ سبز: واقع در ضلع شمالی کاخ موزۀ سبز.

### سالن‌های ورزشی

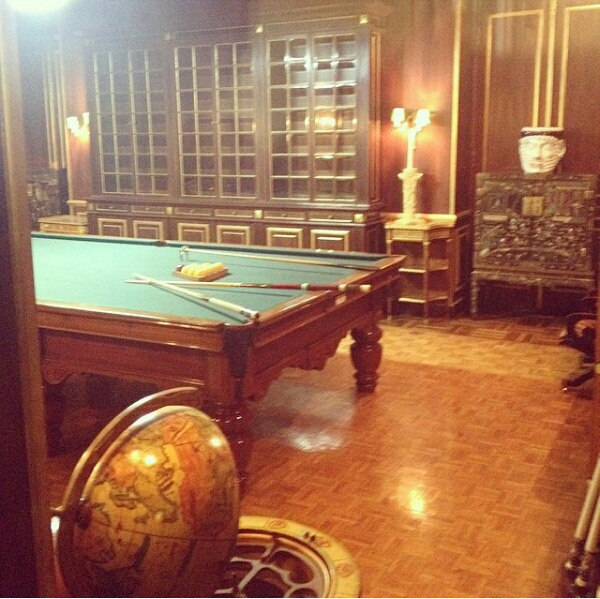
اتاق بیلیارد کاخ سعدآباد

مجموعۀ سعدآباد، از سه مجموعۀ ورزشی (شامل پارک ورزش، سالن بیلیارد و سالن‌های تنیس) تشکیل شده است:
- مجموعۀ سالن‌های تنیس: مجموعۀ سعدآباد، دارای دو زمین تنیس و یک سالن تنیس است. سالن تنیس این مجموعه، در حال حاضر فعال بوده، و با مدیریت آقای طاهری به صورت خصوصی و نیمه خصوصی به علاقه‌مندان این رشته آموزش می‌دهد.

### فروشگاه
واقع در مقابل ورودی زعفرانیه است، و عرضه‌کنندۀ محصولات فرهنگی، مانند کتاب‌ها و پوسترهای ایران‌شناسی، صنایع دستی و… است.

### قنات‌ها
- قنات آب‌نما
- قنات جعفرآباد
- قنات جوادیه
- قنات خوابگاه
- قنات‌های دفتر مخصوص
- قنات قوام الدوله
- قنات کاخ سفید
- قنات کاخ شمس
- قنات کاخ سنگی
- قنات گلخانه
- هَراش آب

### کارگاه مرمت
این مرکز، کار خود را از سال ۱۳۷۳ خورشیدی آغاز نموده و در حال حاضر، انجام مراحل مرمتی و حفاظتی آثار گوناگون مجموعه، بر عهده این واحد است.

### گلخانه‌ها
گلخانه‌های مجموعۀ سعدآباد، که با مدیریت و سرپرستی کاملاً علمی و تخصصی اداره می‌شوند، مجموعۀ نادری از انواع گل‌ها را جهت ارائه به مشتریان در اختیار دارند و عبارتند از:
- گلخانۀ موز (موزستان): متعلق به مجموعۀ سعدآباد بوده و با مدیریت و سرپرستی کاملاً علمی و تخصصی اداره می‌شود که ۵ نوع متفاوت درخت موز در آن پرورش داده می‌شود. این درختها با مدیریت صحیح، هر سال به بار می‌نشینند، و بازدیدکنندگان، می‌توانند با مراحل رشد این درختان زیبا آشنا شوند.
- گلخانۀ استرلتزیا (پرنده بهشتی): متعلق به مجموعۀ سعدآباد بوده و با مدیریت و سرپرستی کاملاً علمی و تخصصی اداره می‌شود. این گلخانه به پرورش و تولید گل‌های استرلتزیا می‌پردازد و مجموعۀ با ارزشی از این گل‌ها را دارا است.
- گلخانۀ میخک: با مدیریت آقای مهندس شاد، اداره می‌شود. در این گلخانه، شما با انواع نشایی و شرایط بذر کاری گل‌ها آشنا می‌شوید. در این گلخانه، انواع مختلف ساکولنتها و گل‌های آپارتمانی پرورش داده می‌شوند.
- گلخانۀ بنفشه آفریقایی: با مدیریت خانم اشرفی، اداره می‌شود. این گلخانه سال‌هاست که به پرورش و تکثیر گل‌های بنفشه آفریقایی می‌پردازد، و مجموعۀ با ارزشی از این گل‌ها را دارا است.
- گلخانۀ گلاله: با مدیریت آقای مهندس تراب‌زاده، اداره می‌شود. این گلخانه، مجموعۀ کاملی از انواع گیاهان آپارتمانی و گیاهان فضای سبز، انواع رز و گل‌های فصلی و نشایی را دارا است.
- گلخانۀ ماهونیا: این گلخانه، مجموعۀ کاملی از انواع گیاهان آپارتمانی و گیاهان فضای سبز و گل‌های فصلی را در خود جا داده است.
- گلخانۀ باغ ایرانی: متعلق به مجموعۀ سعدآباد بوده و با مدیریت و سرپرستی کاملاً علمی و تخصصی اداره می‌شود. این گلخانه به پرورش و تولید انواع پیازهای لاله، نرگس و گیاهان زینتی و آپارتمانی مشغول است.

### مرکز موسیقی خلاق سعدآباد
مرکز موسیقی سعدآباد، درتاریخ ۲۶ آذر سال ۱۳۸۵ خورشیدی، افتتاح شد، و در جهت فعالیت‌های فرهنگی مجموعه، کلاس‌های آشنایی با موسیقی و سازهای مختلف، و آموزش سازهای مختلف در کلیه سطوح سنی، را در برنامه کار مرکز قرار داد. در ترم بهار و تابستان، جهت فعالیت‌های فرهنگی مشترک با یونسکو، در تاریخ ۲۱ تیر سال ۱۳۸۶ خورشیدی، به نام مرکز موسیقی خلاق سعدآباد معرفی گردید و در این جهت، فعالیت‌های فرهنگی خود را، از جمله آشنایی با موسیقی و سازهای مختلف موسیقی برای کودکان و نوجوانان و جوانان، در دستور کار این مرکز قرار گرفت، و کارهای تبلیغی نیز در این جهت صورت پذیرفت. در ترم بهار و تابستان، کلاس‌های پیانو، تار و سه تار، دف، گیتار، سلفژ و نقاشی کودکان دایر بود. این مرکز از حداقل مبلغ شهریه استفاده نموده‌است.

### مرکز هنرهای تجسمی
فعالیت مرکز هنرهای تجسمی مجموعۀ سعدآباد، در دو بخش آموزش و کارگاه‌های ثابت است. مرکز هنرهای تجسمی مجموعه، در بخش آموزش، در زمینۀ مجسمه‌سازی با گل و چوب و سفال روی چرخ، نقش برجستۀ سفال، طراحی و نقاشی، پتینه و لعاب فعال است. کلاس‌های آموزشی این مرکز به صورت آزاد است و به‌طور متوسط در هر ترم، ۹۰ هنرجو در این کارگاه ثبت نام می‌کنند، و کلیه کلاس‌ها، طبق برنامه‌ریزی مشخص برگزار می‌شود. در بخش کارگاه‌های ثابت، کلاس‌ها و فضاها، با شرایط و مقررات مجموعه، در اختیار هنرمندان قرار داده می‌شود، تا هنرمندان بتوانند بر اساس فعالیت‌های مشخص شده در قراردادهای خود و در صورت اعلام همکاری، با مجموعه همکاری نمایند. از جمله فعالیت‌هایی که توسط هنرمندان این مرکز صورت گرفته است، ساخت سردیس استاد فرشچیان به وسیلۀ شاهرخ دیلقانی و همچنین ساخت تندیس چوبی، توسط هنرمند مجسمه‌ساز، آقای پاشا مقدم است، که این تندیس‌ها را به موزۀ نظامی اهدا نموده‌است. به‌طور کلی می‌توان گفت، هنرمندانی که در این مرکز حضور دارند، در زمینۀ مجسمه‌سازی با مواد مختلف، از جمله بتن، فایبر گلاس، سنگ، گچ، فلز و چوب به صورت حرفه‌ای و تخصصی فعالیت دارند.

### مرکز هنری ایوان عطار
مرکز هنری ایوان عطار با ظرفیت ۹۰۰ نفر و با کلیه تجهیزات صدا، تصویر و نور، آماده ارائه خدمات در زمینۀ فعالیت‌های هنری از قبیل سینما، نمایش کنسرت، تئاتر و همایش است.

## ریزش دیوار کاخ سعدآباد
خبرگزاری ایلنا در گزارشی که روز یک‌شنبه، ۳۱ فروردین ۱۳۹۹ منتشر کرده‌بود، از ریزش «۱۵ متر از دیوار کاخ سعدآباد» به دلیل نم کشیدن آن خبر داد.